# Tom Williamson (Fußballspieler, 1984)
Thomas „Tom“ Williamson (* 24. Dezember 1984 in Leicester) ist ein ehemaliger englischer Fußballspieler.

## Karriere
Williamson spielte seit seinem neunten Lebensjahr im Nachwuchsbereich von Leicester City und gab am letzten Spieltag der Saison 2001/02, als der Klub bereits als Absteiger feststand, beim 2:1-Erfolg gegen Tottenham Hotspur sein Debüt in der Premier League. In der Nachspielzeit von Trainer Micky Adams für Muzzy Izzet eingewechselt, blieb Williamson bis zum Abpfiff ohne Ballkontakt. Dies blieb zugleich sein einziger Pflichtspieleinsatz für das Profiteam, im Sommer 2004 war Williamson einer von 13 Leicester-Spielern, die keinen neuen Vertrag erhielten.
Seine Karriere setzte Williamson anschließend im Non-League football fort, zunächst ab Oktober 2004 beim FC Canvey Island in der Football Conference, im Juli 2005 wechselte er sich zum Ligakonkurrenten Grays Athletic. Mit Grays Athletic gewann der Mittelfeldakteur im Mai 2006 die FA Trophy, beim 2:0-Finalerfolg gegen den FC Woking wurde er in der Nachspielzeit für Michael Kightly eingewechselt. Nach 32 Ligaeinsätzen in zwei Jahren wurde sein Vertrag im August 2007 aufgelöst und Williamson fand mit Bishop’s Stortford in der sechstklassigen Conference South einen neuen Verein. Dort spielte er eine Saison lang, bevor er 2008 von Frank Gray, seinem vormaligen Trainer bei Grays Athletic, zum Ligakonkurrenten Basingstoke Town geholt wurde. Bei Basingstoke war Williamson die folgenden Jahre Stammspieler und absolvierte insgesamt 100 Pflichtspiele. Im Februar 2011 verließ er Basingstoke, um für ein Jahr nach Australien zu gehen.
Für englische Juniorenauswahlen spielte er in den Altersklassen U-15 (Einsatz im Victory Shield gegen Wales) und U-18.